# 下村寿一
- 下村寿一
- 下村壽一

下村 寿一（しもむら じゅいち、1884年（明治17年）7月31日 - 1965年（昭和40年）1月9日）は、日本の文部官僚。東京女子高等師範学校校長。女子学習院長。

## 経歴

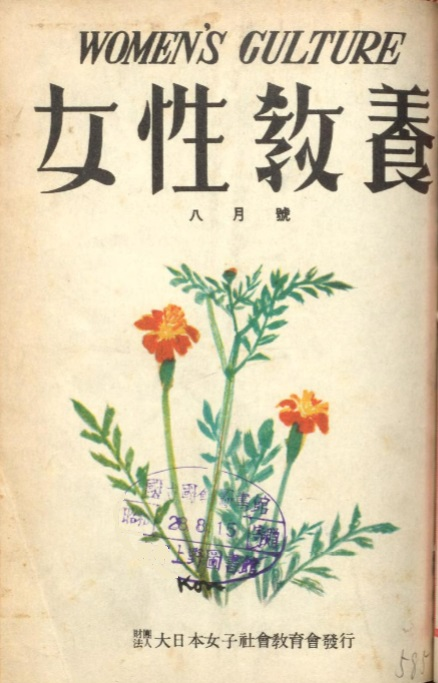
大日本女子社会教育会の理事長を務めていた1952年、月刊誌『女性教養』（現在の『We learn』）を創刊した。

京都府与謝郡加悦町（現在の与謝野町）出身。1910年（明治43年）、東京帝国大学法科大学を卒業。山形県属、同警視、富山県理事官、東京府理事官を務めた。その後、文部省参事官・文部大臣秘書官に転じ、宗教局長、社会局長を歴任し、1929年（昭和4年）に退官した。1932年（昭和7年）に宗教局長として復帰し、1934年（昭和9年）に普通学務局長に転じた。1935年（昭和10年）より東京女子高等師範学校校長を務め、1945年には女子学習院長となった。
1948年から1955年まで大日本女子社会教育会（現・公益財団法人日本女性学習財団）の理事長を務めた。宗教法人審議会会長、文化財専門審議会副会長などを務めた。1953年12月、国有財産管理処分に関する件（富士山頂払下げ事件）に関し衆議院行政監察特別委員会に証人喚問された。

## 著作

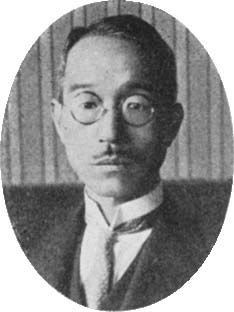
下村寿一

- 「明治以来の宗教行政」（『文部時報』第730号、帝国地方行政学会、1941年7月）

著書
- 『教育行政撮要』 岩波書店、1933年4月
  - 『教育行政撮要』 岩波書店、1937年9月改訂版
- 『現代教育学大系 原論篇第廿三巻 社会教化運動』 成美堂書店、1936年10月
- 『岡田良平』 文教書院〈日本教育先哲叢書〉、1944年1月
- 『聖戦完遂と女子教育』 日本経国社、1944年11月 ／ 日本図書センター〈近代日本女子教育文献集〉、1984年12月 ／ 2002年6月、ISBN 4820568892

編書
- 『崇神天皇の御聖徳』 文松堂出版、1944年9月

## 関連文献
- 『弘道』第769号（故下村副会長追悼特集）、日本弘道会、1965年5月
- 「下村寿一」（成田久四郎編著 『社会教育者事典』 日本図書センター、1983年9月 ／ 1989年9月増補版、ISBN 9784820552840）
- 千野陽一 「下村寿一著『聖戦完遂と女子教育』」（中嶌邦監修 『近代日本女子教育文献集 第III期解説』 日本図書センター、1984年12月 ／ 2002年6月新装版、ISBN 4820568930）
  - 日本図書センター編 『近代日本女子教育文献集 第I〜III期解説集』 日本図書センター、2004年11月